# Ташибаев, Мурат Сейтжанович
Ташибаев, Мурат Сейтжанович - (8 августа 1958 года в с. Николаевка, Есильский район, Северо-Казахстанская область)  — казахстанский государственный и политический деятель, дипломат. Чрезвычайный и полномочный посол Республики Казахстан во Франции, Португалии, Монако, и Андорре (2008-2009). Заслуженный работник дипломатической службы Республики Казахстан (2022).

## Биография
Родился 8 августа 1958 года в с. Николаевка Есильского района Северо-Казахстанской области.
С отличием окончил Университет дружбы народов имени Патриса Лумумбы в г.Москве (РСФСР) (1982 г.) (аграрный факультет).  
Имеет квалификацию переводчика английского языка.
В 1991 г. окончил экономический факультет Казахского государственного агротехнического института (г.Астана), экономист-организатор.
С 1997 по 1998 гг.  прошел полный курс обучения в Европейской языковой школе (французский язык) при Европейской Комиссии (г.Брюссель, Королевство Бельгия). 
Обучался по дипломатической программе, организованной Государственным Департаментом США (1993 г.).  Окончил курсы повышения квалификации Послов и руководителей структурных подразделений Министерства иностранных дел Республики Казахстан в Дипломатической Академии (2006 г.).
Кандидат экономических наук, в 2000 г. успешно защитил диссертацию в Санкт-Петербургском государственном университете экономики и финансов (специализация «Международные экономические отношения») по теме «Проблемы интеграции Казахстана в мировое хозяйство». 
Владеет английским и французским языками. 
Имеет дипломатический ранг Чрезвычайного и Полномочного Посланника II класса. Ветеран дипломатической службы Республики Казахстан.
Воинское звание – полковник запаса.
Член партии «Аманат».

## Трудовая деятельность
С мая 1982 г. по ноябрь 1983 г. – действительная воинская служба в Вооруженных силах СССР, военный переводчик Политуправления Штаба Среднеазиатского Военного Округа, г.Алма-Ата.
С декабря 1983 г. по сентябрь 1987 г. – Заведующий сектором Целиноградского обкома ЛКСМ Казахстана, с сентября 1987 г. по июнь 1990 г. – Ответорганизатор Организационного отдела ЦК ЛКСМ Казахстана (г.Алма-Ата).
С июня 1990 г. по февраль 1991 г. – Старший инокорреспондент, Старший эксперт, Заместитель Генерального директора Республиканского внешнеторгового объединения «Казахинторг» при Совете Министров Казахской ССР, затем - при Министерстве внешнеэкономических связей Республики Казахстан.
С февраля 1991 г. по январь 1993 г. – Менеджер высшей категории по внешнеэкономическим связям Производственно-коммерческого концерна «Казахрунокаракуль» при Государственном агропромышленном комитете, затем – при Министерстве сельского хозяйства Республики Казахстан.
С января по август 1993 г. – Начальник Управления международного сотрудничества Министерства труда и социальной защиты населения Республики Казахстан.
В августе 1993 г. по итогам республиканского конкурса приглашен на работу в системе Министерства иностранных дел Республики Казахстан:
С августа по декабрь 1993 г. – Второй секретарь Управления международных экономических отношений Министерства иностранных дел Республики Казахстан. 
С декабря 1993 г. по октябрь 1998 г. – Первый секретарь, Советник Посольства Республики Казахстан в Королевстве Бельгия, курировал взаимоотношения с Европейским Союзом, Организацией Северо-Атлантического Договора (НАТО), Всемирной Таможенной Организацией, вопросы торгово-экономического сотрудничества с Королевством Бельгия и Великим Герцогством Люксембург, а также политического, торгово-экономического, инвестиционного и культурно-гуманитарного сотрудничества с Королевством Нидерландов.
С октября 1998 г. по май 2001 г. – в Центральном аппарате Министерства иностранных дел Республики Казахстан: 
Начальник Отдела Западной Европы Третьего Департамента, Начальник Управления международных экономических связей и инвестиций Департамента международного экономического сотрудничества, Заместитель Директора Департамента международного  экономического сотрудничества, Директор Департамента экономической политики Министерства иностранных дел Республики Казахстан.
С мая 2001 г. по февраль 2005 г. – Советник Постоянного Представительства Республики Казахстан при Отделении ООН и других международных организациях, г.Женева (Швейцарская Конфедерация). Курировал вопросы сотрудничества с глобальными огранизациями системы ООН, являлся членом переговорной команды по вступлению Казахстана во Всемирную Торговую Организацию (ВТО).
С февраля 2005 г. по май 2008 г. – Директор Департамента международных организаций и проблем безопасности, Директор Департамента международных организаций и многостроннего сотрудничества Министерства иностранных дел Республики Казахстан. Член Коллегии Министерства иностранных дел Республики Казахстан.
С мая 2008 г. по май 2009 г. – Чрезвычайный и Полномочный Посол Республики Казахстан во Французской Республике с резиденцией в г.Париже и по совместительству Чрезвычайный и Полномочный Посол Республики Казахстан в Португальской Республике, Княжестве Андорра и Княжестве Монако. Представлял интересы Казахстана в Организации Экономического Сотрудничества и Развития (ОЭСР).
С июня 2009 г. по июль 2011 г. – Посол, Первый Заместитель Постоянного Представителя Республики Казахстан при Организации Объединенных Наций, г.Нью-Йорк (США).
С августа 2011 г. по январь 2012 г. –  Советник Министра Иностранных Дел Республики Казахстан (по вопросам многосторонней дипломатии).
С января 2012 г. по март 2018 г. – Первый заместитель Директора Департамента по сотрудничеству в сфере безопасности и противодействия новым вызовам и угрозам Исполнительного Комитета Содружества Независимых Государств, г.Минск (Республика Беларусь).
С апреля по июнь 2018 г. – в резерве Министерства иностранных дел Республики Казахстан. Номинировался от Республики Казахстан на пост Главы миссии ОБСЕ в Украине.
С июля 2018 г. по август 2022 г. – Советник-Посланник Посольства Республики Казахстан в Республике Таджикистан - Заместитель Посла, Уполномоченный по этике государственного служащего в загранучреждении, г.Душанбе (Республика Таджикистан).
С сентября 2022 г. по настоящее время – Директор Кабинета (Департамента) Исламской Организации по Продовольственной Безопасности со штаб-квартирой в г. Астане.

## Награды
Награжден Медалью «Ерен еңбегі үшін» («За трудовую доблесть») (2007 г.), Юбилейной медалью «10 лет Конституции Республики Казахстан» (2005 г.), Юбилейной медалью «Астана» (2008 г.), Юбилейной медалью «20 лет Совету командующих пограничными войсками Содружества Независимых Государств» (2012 г.), Международной медалью «20 лет инициативе о созыве Совещания по взаимодействию и мерам доверия в Азии (CICA)» (2013 г.), Юбилейной медалью «20 лет Координационному Совету Генеральных прокуроров государств-участниц СНГ (2015 г.), Памятным знаком Координационного Комитета по вопросам ПВО при Совете министров обороны государств-участниц СНГ «20 лет Объединенной системе противовоздушной обороны государств СНГ» (2015 г.), Медалью Республики Беларусь «100 лет милиции Беларуси» (2017 г.), Юбилейной медалью «25 лет дипломатической службе Республики Казахстан» (2017 г.),  Международной медалью «30 лет инициативе о созыве Совещания по взаимодействию и мерам доверия в Азии (CICA») (2022 г.), Юбилейной медалью «30 лет дипломатической службе Республики Казахстан» (2022 г.) и Медалью «Еңбек ардагері» («Ветеран труда») (2024 г.). 

Удостоен Благодарности Президента Республики Казахстан (2006 г.). Награжден Почетными грамотами Содружества Независимых Государств (2013 г., 2018 г.) и Межпарламенской Ассамблеи СНГ (2017 г.). Имеет Благодарственное письмо Председателя Мажилиса Парламента Республики Казахстан (2019 г.) и Благодарность Исполнительного директора (Генерального секретаря) СВМДА (CICA) (2021 г.). Награжден Почетной грамотой Заместителя Премьер-Министра - Министра иностранных дел Республики Казахстан (2022 г.).
Автор более трех десятков научных публикаций в казахстанских и зарубежных изданиях по актуальным проблемам международных отношений, деятельности ООН, СНГ, НАТО, ОДКБ, ШОС, СВМДА, ВТО, Съезда мировых и традиционных религий, вопросам развития мировой экономики, региональной интеграции, проблемам международной безопасности, нераспространения и разоружения, борьбы с новыми вызовами и угрозами.

## Семья
Женат, супруга – Табиева Алия Борисовна, родилась в 1965 году в г. Алматы, дочь – Ташибай Айгерим, родилась в 1991 г. в г. Целинограде (г. Астана), сын – Ташибай Магжан, родился в 1995 г. в г. Брюсселе (Королевство Бельгия).